# Scott Novak

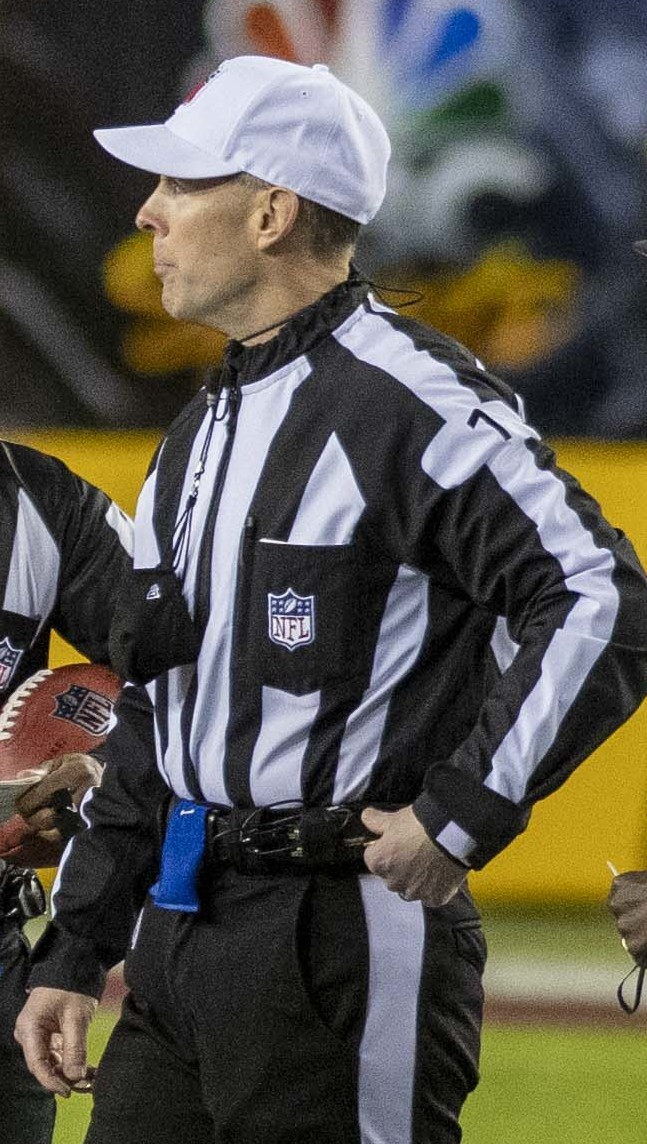
Scott Novak (2021)

Scott Novak (* 20. Februar 1971 in Miami, Florida) ist ein US-amerikanischer Schiedsrichter im American Football, der seit dem Jahr 2014 in der NFL tätig ist. Er trägt die Uniform mit der Nummer 1.

## Karriere

### College Football
Vor dem Einstieg in die NFL arbeitete er als Schiedsrichter im College Football in der Big 12 Conference.

### National Football League
Novak begann im Jahr 2014 seine NFL-Laufbahn als Side Judge beim Spiel der Atlanta Falcons gegen die New Orleans Saints. Nachdem Schiedsrichter Pete Morelli seinen Rücktritt bekannt gegeben hatte, wurde er zur NFL-Saison 2019 zum Hauptschiedsrichter ernannt. Sein erstes Spiel – die Arizona Cardinals gegen die Detroit Lions – leitete er am 8. September 2019.